# Mitsumasa Yonai
Mitsumasa Yonai (米内光政?, Yonai Mitsumasa; Prefettura di Iwate, 2 marzo 1880 – 20 aprile 1948) è stato un ammiraglio e politico giapponese, Ministro della Marina imperiale giapponese nel biennio 1937-1939, 37º Primo ministro del Giappone tra il gennaio e il luglio 1940 e nuovamente Ministro della marina tra il luglio 1944 e il settembre 1945, nell'ultima fase della seconda guerra mondiale.
Arruolatosi in marina nel 1901, si specializzò in artiglieria navale e partecipò alla guerra russo-giapponese con il grado di sottotenente di vascello; affinò dunque le sue competenze e lavorò come istruttore presso la Scuola di artiglieria sino a quando, a partire dal 1910, iniziò un ciclo di servizio in mare a bordo di alcune navi da guerra. Dal 1912 al 1914 studiò al Collegio navale mettendosi in luce, quindi fu inviato nella colonia di Corea e al principio del 1915 fu nominato addetto militare all'ambasciata giapponese di San Pietroburgo, incarico durante il quale divenne capitano di fregata. Fu richiamato in patria nell'imminenza del crollo della monarchia zarista e nel 1919 divenne istruttore a bordo della nave scuola Fuji, ma ben presto fu scelto per un lungo viaggio di formazione in Europa. Nominato capitano di vascello, fu posto al comando dell'incrociatore corazzato Kasuga al suo rientro e con tale nave partecipò all'intervento in Siberia del 1922, poi transitò alla testa dell'incrociatore corazzato Iwate impegnato nelle crociere inaugurali dei cadetti. Proprio durante gli anni venti entrò a far parte del gruppo di ufficiali moderati in seno alla marina, favorevoli a collaborazione e compromesso con le potenze navali occidentali.
A fine 1925 divenne contrammiraglio e capo di stato maggiore della 2ª Flotta; la sua carriera progredì rapidamente dopo aver gestito un intervento navale a Shanghai nel 1928: divenne viceammiraglio nel 1930, comandò la 3ª Flotta e poi le forze di sicurezza marittima in Corea, tra 1933 e 1936 comandò in successione due distretti navali e la 2ª Flotta e infine, sullo scorcio del 1936, fu nominato comandante della Flotta Combinata, la componente d'alto mare della marina imperiale. Intelligente, dotato di una preziosa esperienza all'estero nonché di salde competenze militari, Yonai fu presto scelto come candidato al Ministero della Marina, che ricoprì dal febbraio 1937. Egli esercitò le sue funzioni in un clima di esaltazione nazionale, dettato dalle vittorie iniziali nella dura seconda guerra sino-giapponese e dal prevalere delle istanze più aggressive e imperialiste nelle forze armate, che marginalizzarono i moderati come lui. Nel gennaio 1940 assunse la carica di Primo ministro e attuò una politica estera tesa a ricucire buoni rapporti con le potenze occidentali, essendo avverso a legare il Giappone alla Germania nazista: tuttavia in luglio, dinanzi alla supremazia militare tedesca e le accese critiche al suo operato, fu costretto a dimettersi.
In disparte per i successivi quattro anni, Yonai aderì a quel gruppo di ufficiali e civili che agivano cautamente perché l'imperatore e il governo ponessero fine alla guerra in Asia, allargatasi dopo l'attacco di Pearl Harbor. Fu pertanto richiamato in servizio e nominato ministro della Marina nel luglio 1944 all'interno del Gabinetto Koiso, ma senza avere controllo effettivo della provata marina imperiale; riconfermato nell'aprile 1945, al momento dell'insediamento dell'esecutivo guidato da Suzuki Kantarō, ebbe parte importante nelle riunioni del Consiglio Supremo quale fermo sostenitore della necessità di resa anche incondizionata. Una volta conclusa la seconda guerra mondiale testimoniò durante il processo di Tokyo. Morì nel 1948.

## Biografia

### La carriera iniziale e gli anni dieci
Mitsumasa Yonai nacque il 2 marzo 1880 nella prefettura di Iwate. In giovane età s'iscrisse all'Accademia navale di Etajima, studiò nella 29ª classe e per il suo meritevole curriculum fu nominato Cavaliere di IV Classe e di I Classe dell'Ordine del Nibbio d'oro. Si diplomò il 14 dicembre 1901, sessantottesimo su 115 allievi, ottenne il brevetto di aspirante guardiamarina e fu imbarcato sulla nave corazzata Kongo: su questa unità effettuò la crociera d'addestramento all'estero. Rientrato in patria, fu assegnato il 3 settembre 1902 all'incrociatore corazzato Tokiwa, a bordo del quale gli fu riconosciuta la qualifica di guardiamarina il 23 gennaio 1903. Dal 14 maggio di quell'anno fece parte della 1ª Divisione torpediniere, facente parte delle forze dislocate nella base militare di Maizuru; quattro mesi più tardi transitò nella 16ª Divisione torpediniere e il 13 luglio 1904 fu promosso sottotenente di vascello. Completato il servizio sulle unità leggere, il 20 ottobre fu posto in attesa di ulteriori incarichi e il 30 dicembre, infine, fu destinato a Sasebo, sede del quartier generale del 2º Distretto navale. Il 12 gennaio 1905 fu poi imbarcato sul cacciatorpediniere di terza classe – o torpediniera – Inazuma, cui seguì dal 5 agosto il servizio sull'incrociatore corazzato Iwate; tuttavia le sue evidenti capacità fecero sì che fosse avviato a un corso specifico e dal 12 dicembre iniziò a frequentare il Centro d'addestramento all'artiglieria navale. Dopo aver terminato il percorso formativo fu assegnato all'incrociatore protetto Niitaka il 12 giugno 1906 e il 28 settembre fu portato al grado di tenente di vascello: infine dal 17 maggio 1907 assunse il posto di ufficiale del tiro a bordo dell'incrociatore. Il 20 aprile 1908, dopo essersi costruito una solida esperienza sul Niitaka, cominciò a lavorare a terra come istruttore presso la Scuola di artiglieria navale. Il 1º dicembre 1909 tornò in mare a bordo della nave da battaglia Shikishima, sulla quale trascorse alcuni mesi.
Il 1º aprile 1910 Yonai fu riassegnato alla nave da battaglia Satsuma e il 23 gennaio 1911 passò all'incrociatore protetto Tone del quale divenne ufficiale addetto al tiro. Viste le sue crescenti e riconosciute competenze, a fine anno fu richiamato a terra e dal 1º dicembre riprese il posto di istruttore alla Scuola di artiglieria, assumendo inoltre il comando di una delle varie unità addestrative. Il 1º dicembre 1912 fu nominato capitano di corvetta e, quello stesso giorno, entrò nel Corso A del Collegio navale di Tokyo, alta istituzione formativa responsabile per la costituzione di capaci ufficiali di stato maggiore. Aggregato alla 12ª classe, studiò duramente e con impegno e nel maggio 1914 ottenne il diploma. Il 27 del mese fu dunque distaccato allo stato maggiore del Distretto di guardia di Ryojun, investito della difesa costiera delle acque della Corea (colonia dell'Impero giapponese), per applicare gli insegnamenti ricevuti e avere un primo assaggio delle attività tipiche di alti organismi militari direttivi. Il 12 febbraio 1915, con la prima guerra mondiale in corso, fu informato della sua nomina ad addetto militare navale presso l'Impero russo che allora (siccome parte della Triplice intesa) era alleato del Giappone. Partì poco dopo e, nel corso dell'incarico, gli fu confermato il grado di capitano di fregata il 1º dicembre 1916. Testimone del crescendo delle tensioni interne al dominio zarista, il 20 febbraio 1917 gli pervenne l'ordine di rientro e il 1º maggio, dopo un periodo di riposo, fu assegnato allo stato maggiore del 2º Distretto navale (Sasebo). Dal 1º aprile 1918 fu allo stato maggiore generale della marina in qualità di attendente, un ruolo di basso rango, cui però dall'8 agosto affiancò mansioni marginali nel comando dello stato maggiore vero e proprio. Il 4 settembre 1919 assunse il posto di comandante in seconda della vecchia nave da battaglia Fuji, riattata a nave addestramento: divenne perciò istruttore sia a bordo di questa nave, sia al Collegio navale.

### Gli anni venti e gli anni trenta

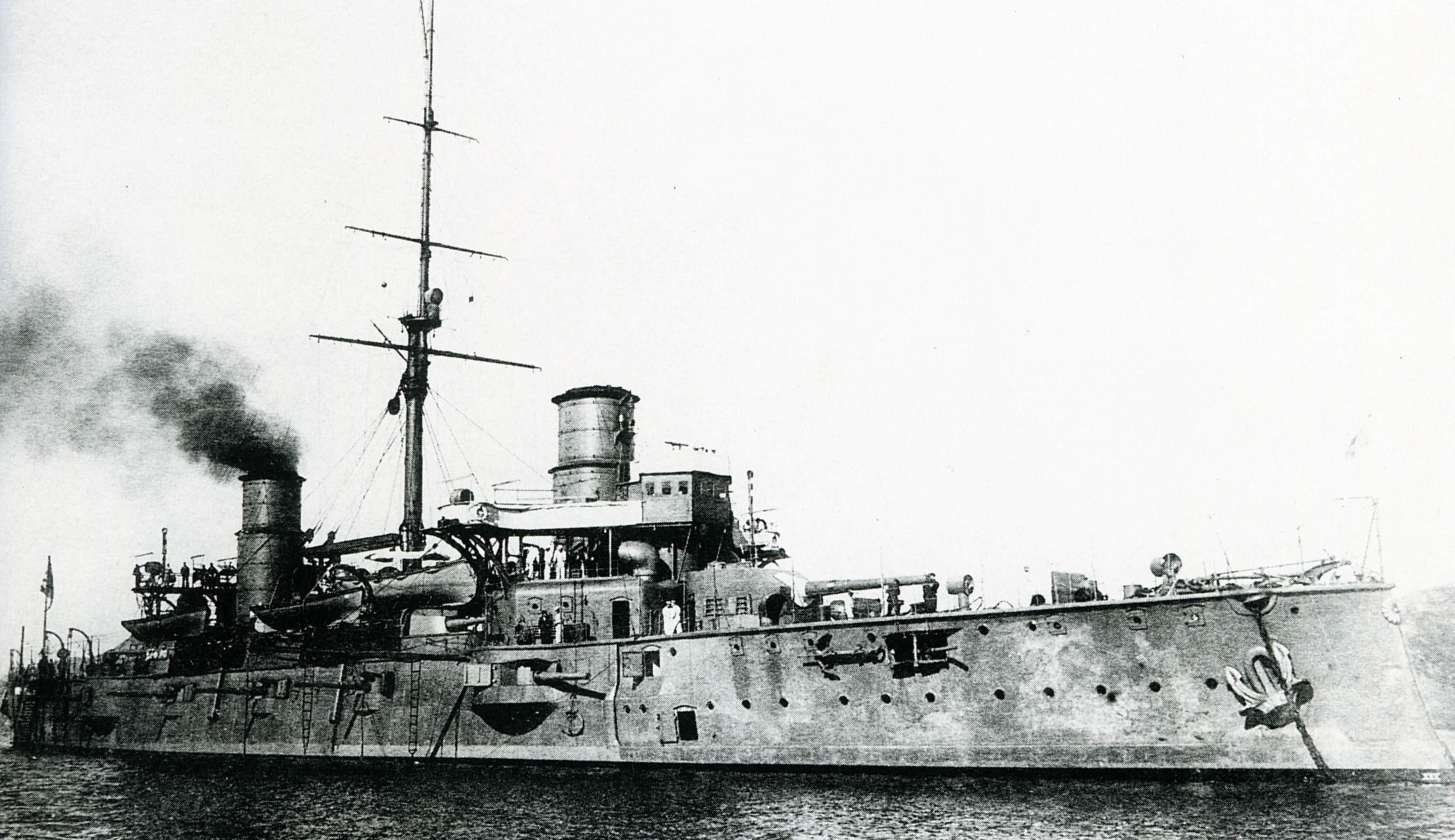
Il Kasuga, prima nave comandata da Yonai, qui all'ancora a Kure

Dal 1º dicembre 1919 Yonai tornò a una mansione burocratica all'interno dello stato maggiore generale e, dal 3 giugno 1920, ricoprì per la seconda volta il posto di attendente; tuttavia intraprese dopo poco un viaggio di formazione in Europa, visitando a lungo anche la Polonia, e durante quest'esperienza imparò a parlare la lingua inglese: negli anni ebbe modo di perfezionarne la conoscenza e arrivò a parlarla fluentemente. Promosso capitano di vascello il 1º dicembre, tornò in Giappone verso la fine del 1922 e il 10 dicembre di quell'anno fu investito del suo primo comando in mare, vale a dire l'incrociatore corazzato Kasuga. A bordo di tale unità salpò per proteggere gli interessi e i cittadini giapponesi nel quadro dell'intervento in Siberia: fu proprio durante questo primo incarico di una certa rilevanza militare che Yonai poté mettersi positivamente in luce. Persona di portamento dignitoso, taciturno, seppe impartire all'equipaggio una notevole disciplina e non ricorse alla violenza fisica per far rispettare i suoi ordini. Concluse le operazioni nell'Estremo Oriente russo, tornò in Giappone e il 5 marzo 1923 passò alla testa dell'incrociatore corazzato Iwate, che guidò in alcune crociere d'addestramento. Nel frattempo era entrato in vigore il trattato navale di Washington, che limitava il varo e il mantenimento di navi da battaglia per le maggiori potenze marittime dell'epoca; in Giappone ciò scatenò aspre lotte intestine e divise i quadri navali sull'atteggiamento da tenere. Yonai confluì nella cosiddetta "fazione del trattato", che sacrificava i grandiosi progetti d'espansione della marina al mantenimento di rapporti cordiali con le potenze occidentali: egli e gli altri ufficiali, infatti, ritenevano che intestardirsi in una corsa agli armamenti avrebbe potuto portare solamente a un conflitto con gli Stati Uniti, che il Giappone non sarebbe stato capace di vincere. Il 17 agosto 1924, tornato in patria, passò al comando della nave da battaglia Fuso che rimase nelle acque territoriali giapponesi e già il 10 novembre fu trasferito alla testa della moderna nave da battaglia Mutsu, la quale non partecipò comunque a nessuna azione militare. Oltre un anno dopo, il 1º dicembre 1925, fu promosso capo di stato maggiore della 2ª Flotta e concordemente fu elevato al grado di contrammiraglio; il 1º dicembre 1926 fu spostato a un incarico più burocratico, vale a dire capo del 3º Ufficio dipendente dallo stato maggiore generale. Il 10 ottobre 1928, in seguito allo scoppio di una sanguinosa guerra civile nella Repubblica cinese, l'Impero giapponese costituì la 1ª Flotta di spedizione e ne affidò il comando a Yonai, con il compito di proteggere gli interessi e i cittadini nipponici a Shanghai, nonché di tentare l'occupazione della città e dell'hinterland circostante (obiettivo poi sfumato).

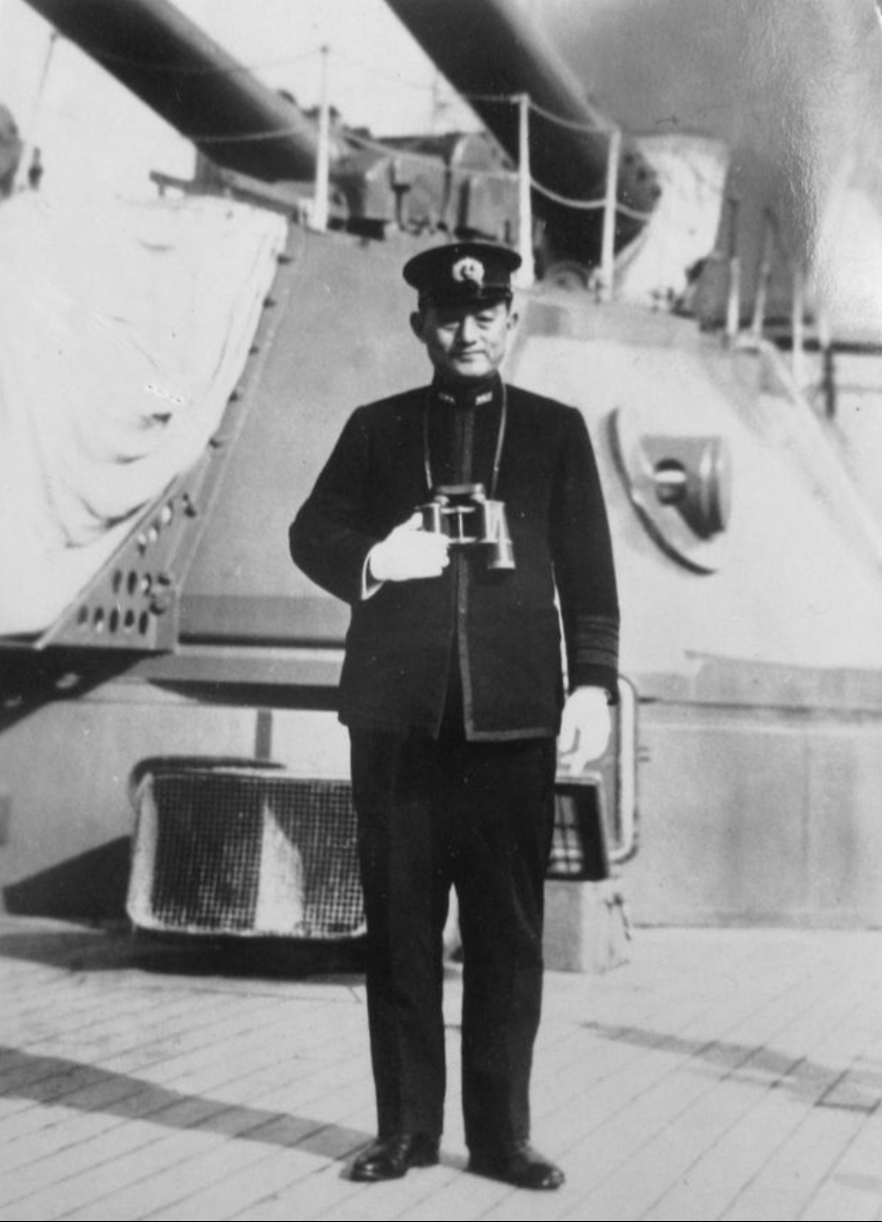
Yonai comandante in capo della Flotta combinata

La buona gestione dell'intervento guadagnò comunque a Yonai la nomina a viceammiraglio il 1º dicembre 1930 e al contempo a comandante del Distretto di guardia di Chinkai, responsabile della sicurezza delle acque costiere della Cina settentrionale. Mantenne l'incarico per due anni esatti e una volta esauritolo fu trasferito al posto di comandante in capo della 3ª Flotta. Il 15 settembre 1933 lasciò questa posizione e si presentò a rapporto allo stato maggiore, che il 15 novembre lo nominò comandante del 2º Distretto navale con quartier generale a Sasebo, ove rimase un anno; il 15 novembre 1934 prese il comando di un'altra formazione da guerra, la 2ª Flotta, ma non vide quasi nessuna azione militare. Il 2 dicembre 1935 passò dunque a comandare il 1º Distretto navale (Yokosuka) e lo stesso giorno fu integrato del Comitato degli ammiragli. Il 1º dicembre 1936 la carriera militare di Yonai conobbe l'apice con la doppia nomina a comandante in capo della prestigiosa Flotta Combinata e della subordinata 1ª Flotta, che riuniva la squadra da battaglia di corazzate. Tuttavia la riconosciuta professionalità dell'uomo, unitamente al suo eccellente curriculum, fece sì che il 2 febbraio 1937 Yonai fosse eletto ministro della Marina, che in Giappone aveva il controllo degli aspetti più amministrativi dell'arma: il 1º aprile arrivò anche l'ambita promozione ad ammiraglio. Il posto di viceministro della Marina andò al viceammiraglio Isoroku Yamamoto, pupillo di Yonai e come questi aderente alla "fazione dei trattati". Pochi mesi dopo, il 7 luglio, avvenne un controverso incidente con la Repubblica cinese presso il ponte di Marco Polo. Numerose personalità dell'esercito, a cominciare dal ministro alla Guerra Hajime Sugiyama, videro nella scaramuccia l'occasione attesa per muovere una guerra totale al vicino occidentale; la crisi in seno ai vertici nipponici crebbe rapidamente e il Primo ministro Fumimaro Konoe formò un Gabinetto ristretto di cinque ministri: lui stesso, Yonai, il ministro degli Esteri Hirota Koki (propensi a trovare un accordo con Nanchino), il ministro Sugiyama e quello delle Finanze (decisi invece per un massiccio intervento militare). Tuttavia Konoe dette prova di notevole incertezza e, durante le frenetiche riunioni di Gabinetto, finì sempre per schierarsi con Sugiyama, sebbene Yonai avesse dimostrato determinazione nell'intenzione di evitare le ostilità con la Cina. La situazione rimase in sospeso sino alla fine del mese, quando reparti nipponici ingaggiarono battaglia presso Langfang e dettero avvio alla seconda guerra sino-giapponese.

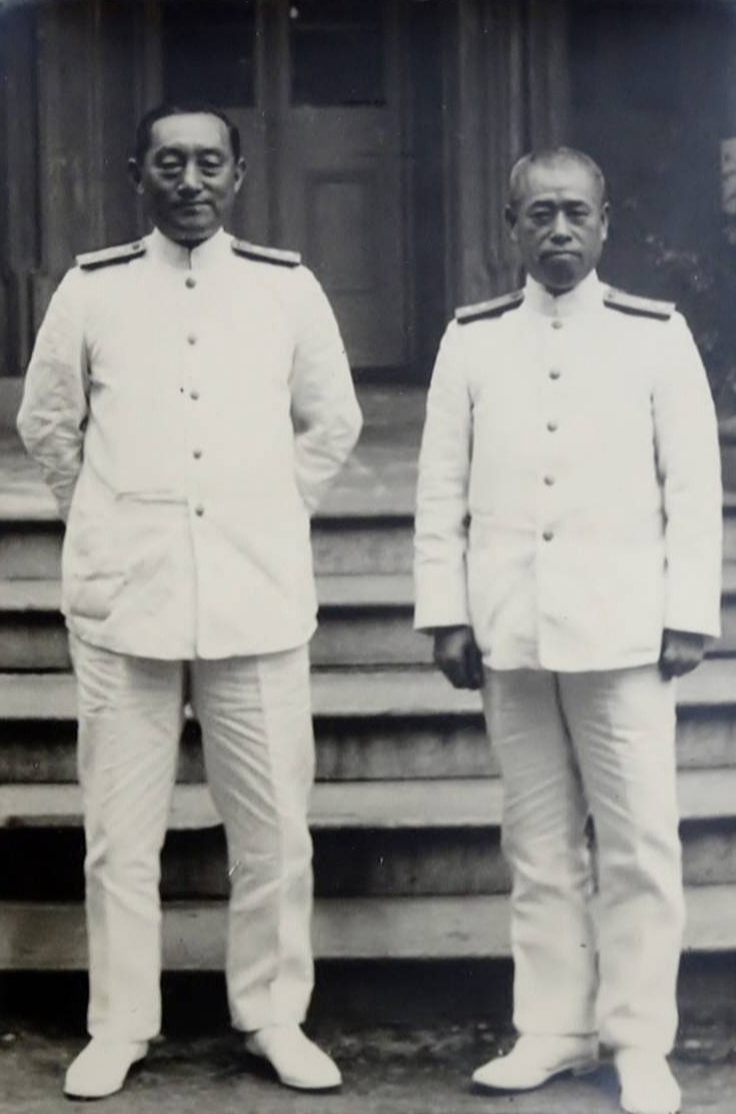
L'ammiraglio Yonai (a sinistra) assieme al suo stretto collaboratore e amico, Isoroku Yamamoto

Yonai rimase fedele alla propria convinzione che la guerra contro la Cina fosse un errore e che, per il Giappone, fosse vitale arrivare a un compromesso con le potenze occidentali; di conseguenza fu un acceso critico della sottoscrizione del patto anticomintern e di una ventilata alleanza militare con la Germania nazista, passi che avrebbero soltanto aumentato la tensione con Washington e Londra. Yonai rimase in carica anche dopo il rimpasto effettuato da Konoe nel maggio 1938, che vide l'ingresso nel governo del generale Seishirō Itagaki quale ministro della Guerra e del generale Kazushige Ugaki come ministro degli Esteri: entrambi erano convinti sostenitori dell'utilità del conflitto e l'ammiraglio, perciò, fu marginalizzato nelle sue posizioni moderate. Entro la fine dell'anno, inoltre, la "fazione dei trattati" perse ascendente dinanzi alle vittoriose operazioni lungo il litorale cinese e soprattutto con il varo di un grande programma di costruzioni navali, scaturito dal rifiuto di Tokyo di firmare il trattato navale di Londra del 1936 e dalla denuncia di quello di Washington. Nel gennaio 1939 Konoe, incapace di trovare una pace negoziata con Chiang Kai-shek, preferì rassegnare le dimissioni e si formò un nuovo governo presieduto dal Primo ministro Hiranuma Kiichirō; Yonai mantenne la carica, ma sia lui che il suo fedele collaboratore Yamamoto iniziarono a ricevere lettere minatorie e minacce di morte da parte degli elementi ultranazionalisti sia della marina, sia dell'esercito. Nell'agosto 1939, nell'imminenza del crollo del nuovo Gabinetto, Yonai dispose la nomina di Yamamoto alla testa della Flotta combinata, comando d'oltremare che lo allontanò dai pericolosi ambienti della capitale. Il 30 del mese il governo fu sciolto e Yonai questa volta non fu riconfermato, bensì transitò nello stato maggiore della marina come Consigliere navale, quindi dal 21 ottobre fu anche integrato nel Supremo Consiglio di Guerra: a dispetto del nome, questo alto organismo deteneva funzioni meramente consultive ed era malvisto dagli stati maggiori imperiali, che temevano fughe di notizie durante le riunioni.

### Primo ministro e successivo ritiro

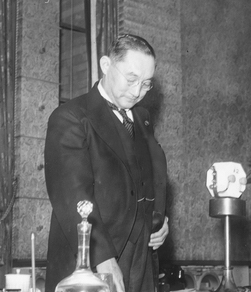
Il Primo ministro Yonai al discorso d'apertura del suo mandato come capo del governo giapponese

Le posizioni e le idee di Yonai erano ben note negli ambienti di Tokyo e perciò il suo nome fu fatto più volte in vista della sostituzione del Primo ministro Nobuyuki Abe, il quale aveva aderito a una politica di equidistanza tra l'Asse e le nazioni occidentali. Il 16 gennaio 1940 Yonai gli successe come 37º capo del governo giapponese e lo stesso giorno entrò nella lista degli ufficiali a riposo. L'ex-ammiraglio adottò un atteggiamento conciliante con le potenze occidentali, con le quali peraltro le relazioni peggiorarono in seguito all'insediamento della collaborazionista Repubblica di Nanchino (marzo), rivale del governo legittimo del generale Chiang Kai-shek. Sull'altro versante continuò a mantenere congelati i rapporti con la Germania, guastatisi in seguito alla stipula del patto Molotov-Ribbentrop e della contemporanea sconfitta nipponica a Khalkhin Gol (Mongolia orientale): la concomitanza dei due avvenimenti, infatti, rese oltremodo sospettose e deluse le autorità giapponesi. Tuttavia Yonai dovette gestire una pressione diplomatica tedesca in crescita, rafforzata dai successi militari in Europa, che suggeriva un'alleanza tra i due paesi allo scopo di spezzare il monopolio coloniale anglo-statunitense e consentire al Giappone di occupare le ricche regioni del Sud-est asiatico; tali progetti non erano estranei a gruppi di ufficiali nazionalisti sia nell'esercito che nella marina e, anzi, raccolsero nuove adesioni dopo l'inopinata vittoria tedesca sulla Francia. Da giugno, dunque, Yonai si trovò sotto le rumorose critiche di quei militari, politici e civili che intendevano unirsi alla Germania e sfruttare i suoi successi per occupare gli indifesi possedimenti europei, a cominciare dalla strategica Indocina francese; l'ammiraglio rimase stretto tra questi gruppi estremisti, i crescenti consensi dell'opinione pubblica verso l'Asse e le sue caute politiche estere. Il 16 luglio preferì rassegnare le sue dimissioni e quattro giorni dopo entrò in funzione il secondo Gabinetto Konoe.
Yonai entrò dunque a far parte nell'influente Consiglio degli jūshin – gli ex-primi ministri che affiancavano l'imperatore nella scelta dei capi di governo. Egli partecipò, nell'ottobre 1941, all'importante riunione nel palazzo imperiale che doveva nominare il successore del principe Konoe, dimessosi per l'incapacità di trovare un compromesso con gli intransigenti Stati Uniti. In realtà, prima dell'incontro, si era già costituita una maggioranza (compreso Konoe e il marchese Kōichi Kido, Lord del sigillo imperiale) per la nomina del generale Hideki Tōjō; tuttavia nelle discussioni l'ammiraglio Okada Keisuke prima e Yonai poi si opposero: il generale era infatti responsabile del crollo del Gabinetto e la marina non intendeva sostenerlo, memore anche della fine del governo Yonai. Nonostante questo imprevisto e il prolungarsi della riunione, alla fine Tōjō fu accettato quale migliore candidato e dal 17 ottobre fu Primo ministro, ministro della Guerra e degli Interni. Il 29 novembre Yonai fu tra i convenuti a un pranzo in presenza di Hirohito, durante il quale furono rese note le tensioni con Washington, mentre fu mantenuto il silenzio sull'imminenza dell'attacco di Pearl Harbor e delle molteplici operazioni in Estremo Oriente. A partire dalla partecipazione giapponese alla seconda guerra mondiale, Yonai rimase ai margini degli affari politico-militari del paese, ma fu contattato negli ultimi mesi del 1943 dal ministro degli Esteri Mamoru Shigemitsu, personalità di spessore e deciso a trovare un accordo di pace: i due convennero che era imperativo arrivare a un armistizio anche alle condizioni poste dal nemico.

### L'ultimo periodo di guerra: ministro della Marina

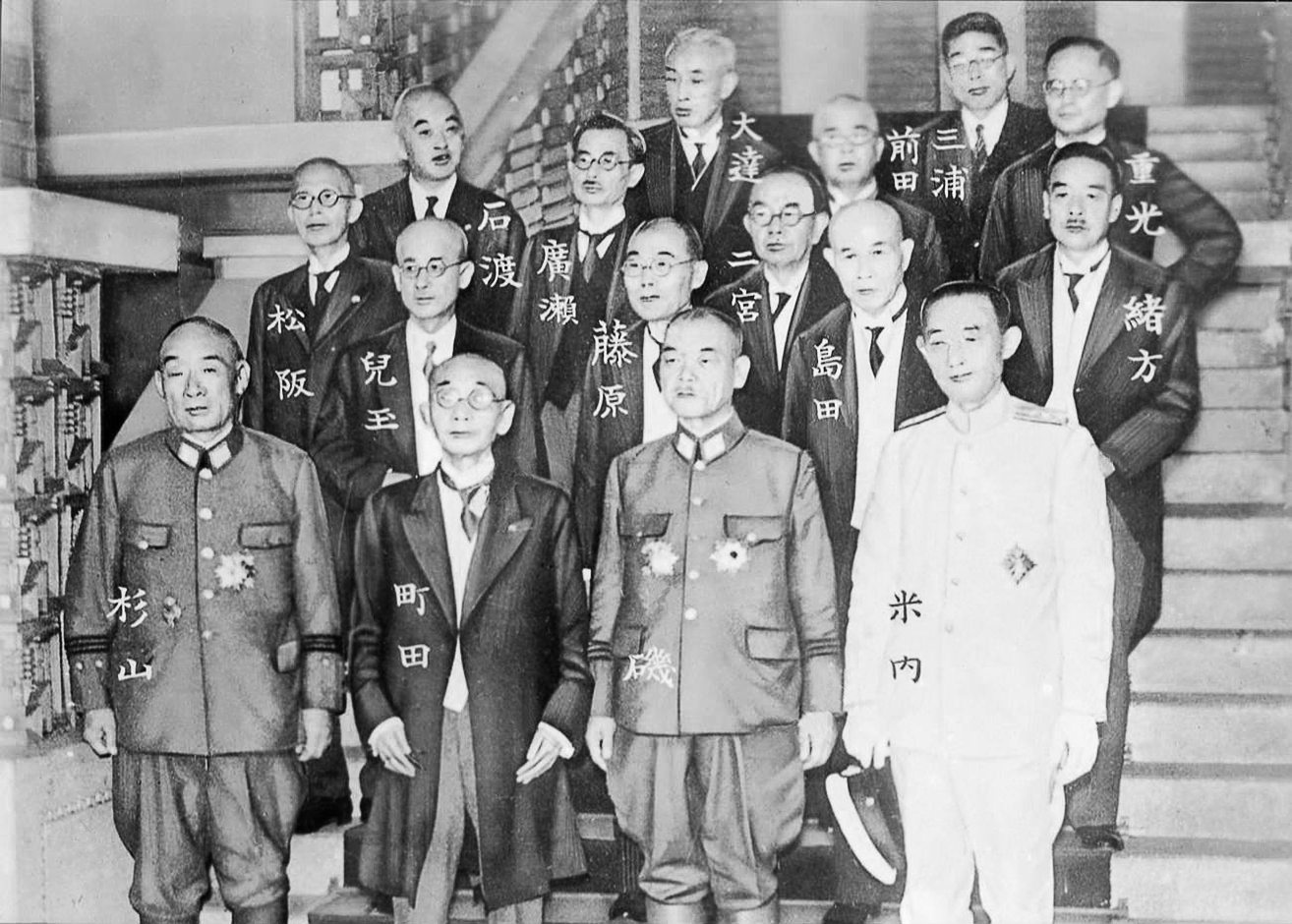
L'insediamento del Gabinetto Koiso: Yonai è il primo a destra in uniforme bianca, a fianco del Primo ministro

Il 15 giugno 1944, con l'avvio della massiccia campagna delle Marianne meridionali da parte degli Stati Uniti, il Gabinetto Tōjō entrò nella fase ultima della sua crisi e la caduta di Saipan il 9 luglio privò il potente Primo ministro di ogni ulteriore credibilità. A Tokyo, dunque, le personalità che erano state contrarie alla guerra si attivarono per spodestare il generale e instaurare, con l'appoggio del sovrano, un governo di pace: il vecchio ammiraglio Okada fu capace di far tornare in servizio attivo il collega Yonai e i due contattarono il principe Konoe, che a sua volta aveva avuto abboccamenti con il marchese Kido e gli aveva esposto i pericoli di rivoluzione comunista derivanti da una guerra senza fine. Dopo aver riportato all'imperatore la reale situazione strategica del paese, Yonai e gli altri politici posero al Primo ministro una serie di condizioni atte a indebolirne la posizione; dopo alcuni tentativi di barcamenarsi e prendere tempo (compresa la destituzione del fedele ammiraglio Shigetarō Shimada), il generale Tōjō fu messo in minoranza dal Consiglio degli jūshin, che raccomandarono di formare un nuovo esecutivo piuttosto che avallarne un rimpasto, e il 18 si dimise. Subito l'ammiraglio Yonai fu proposto per succedergli, ma questi rifiutò e nel Consiglio si impose l'idea di dover nominare un generale, allo scopo di non indisporre eccessivamente l'Esercito imperiale: in seguito a complesse trattative fu scelto Kuniaki Koiso, il cui Gabinetto entrò in funzione il 22 luglio. Yonai vi ricoprì per la seconda volta la carica di ministro della Marina e, ufficiosamente, anche quella di vice Primo ministro, secondo un accordo intercorso con Konoe; entrò inoltre nella ristretta cerchia di statisti e supremi capi militari ammessi al Consiglio Supremo per la condotta della guerra, erede del precedente Supremo Consiglio di Guerra ed egualmente poco incisivo riguardo alle operazioni sul campo. Egli infatti ebbe solo modesta influenza nel redigere i punti essenziali della strategia difensiva dopo la disfatta a ovest delle Marianne, mentre fu del tutto estraneo alle pianificazioni di livello inferiore che portarono alla disastrosa battaglia del Golfo di Leyte (23-26 ottobre 1944). L'imponente sbarco statunitense sull'Isola di Okinawa il 1º aprile 1945 dette il colpo di grazia al governo Koiso; il vecchio generale fu esautorato e rimpiazzato il 7 dall'altrettanto anziano ammiraglio Suzuki Kantarō, votato dalla maggioranza degli jūshin (compreso Yonai) in virtù del suo patriottismo e della sua fedele devozione al sovrano. Si riteneva che Suzuki, una volta messo al corrente del reale stato delle cose, avrebbe operato attivamente e assieme a Hirohito per concludere il conflitto e tenere sotto controllo le frange estremiste delle forze armate: non a caso Yonai fu confermato alla testa del ministero della Marina. Il bellicoso discorso d'insediamento del nuovo Gabinetto, invece, deluse profondamente lui e gli altri fautori della pace. Nel frattempo lo stato maggiore della Flotta combinata aveva inviato a Okinawa ciò che rimaneva della 2ª Flotta in un disperato contrattacco, senza che Yonai avesse potuto impedirlo, e il 5 aprile l'Unione Sovietica aveva denunciato il patto di neutralità del 1941.
Yonai partecipò nei mesi seguenti sia alle riunioni ristrette del Consiglio Supremo (che autorizzarono la ricerca dei buoni uffici di Mosca), sia a quelle plenarie e più ufficiali; in quella del 6 giugno si rassegnò ad avallare una dichiarazione di determinazione a continuare le ostilità. In generale le sedute si svolgevano in un clima di reciproche diffidenze, timore e sprazzi di acceso bellicismo; Yonai e altri personaggi contrari alla guerra dovevano muoversi con circospezione per non commettere passi falsi o essere scoperti dalla kempeitai. Solo il 22 giugno Hirohito espresse ufficialmente al Consiglio la sua volontà di porre fine ai combattimenti attraverso l'appoggio diplomatico sovietico, che però si fece attendere a lungo nonostante le sollecitazioni nipponiche. Il consesso di statisti approvò allora l'invio in URSS, suggerito dall'imperatore, del principe Konoe per una formale richiesta, la quale cadde comunque nel vuoto nella prima metà di luglio.

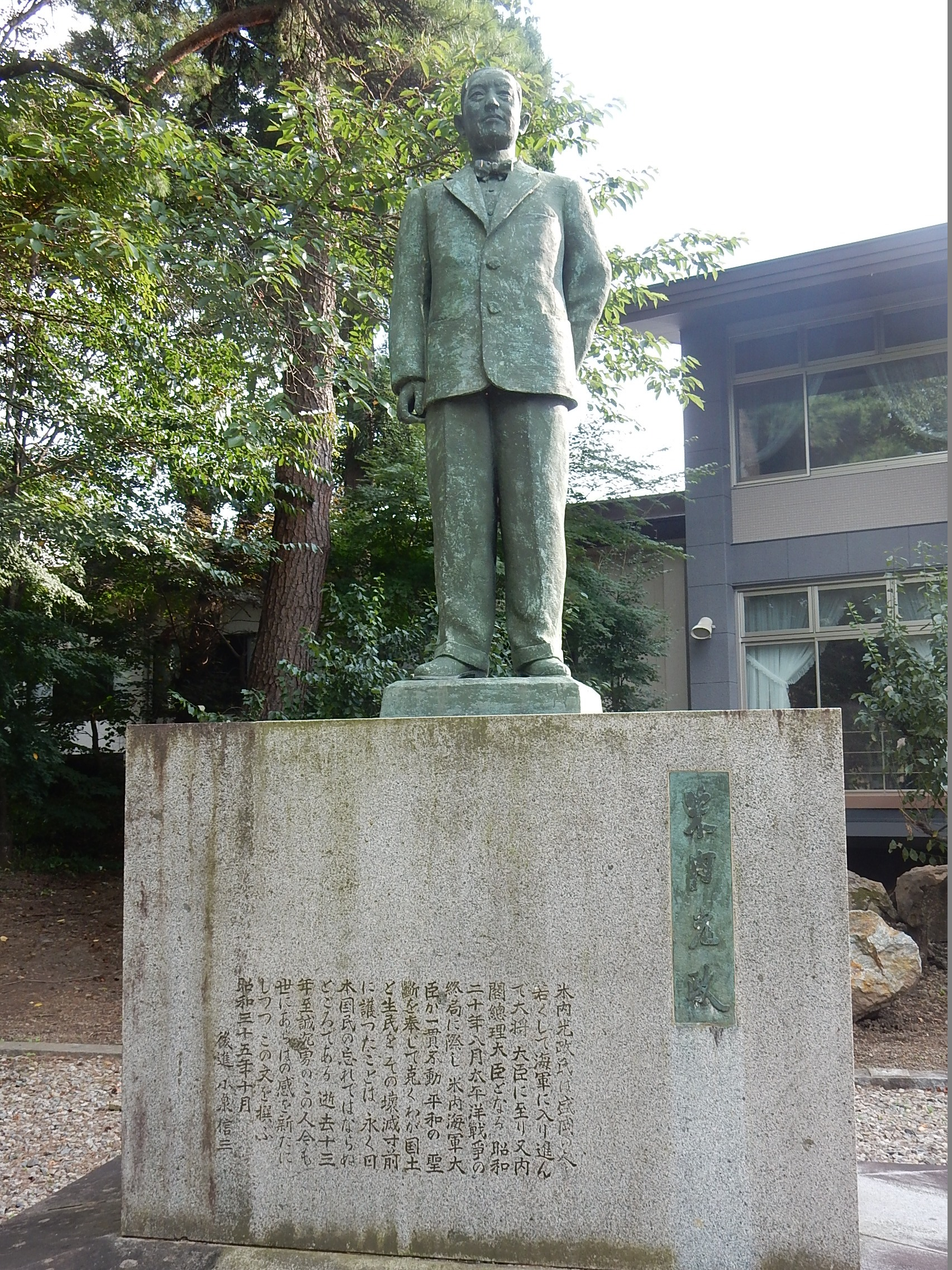
Il monumento eretto in onore dell'ammiraglio Yonai

In questa delicata congiuntura fu captata, il 26 luglio, la dichiarazione di Potsdam: Yonai fu d'accordo con gli altri membri del Consiglio a non autorizzare alcuna risposta, ma nuovamente Suzuki si dimostrò ondivago e annunciò (pare sotto l'influenza di elementi oltranzisti) il rifiuto delle condizioni poste dagli Alleati, il che spianò la strada all'impiego delle armi atomiche su Hiroshima e Nagasaki. Il Consiglio Supremo tenne più di una seduta a partire dall'alba del 9 agosto, in un'atmosfera cupa e tesa: Yonai confluì nella maggioranza ormai rassegnata a richiedere la resa e affermò che la distruzione delle due città, nonché la concomitante apertura delle ostilità con l'Unione Sovietica, erano "doni divini", scusanti più che valide per giustificare la capitolazione. L'ammiraglio presenziò a tutte le ultime, convulse sedute del Consiglio, durante le quali Hirohito si espresse finalmente in modo chiaro per la resa; sfuggì poi alla morte nel corso di un golpe condotto da alcuni reparti nello stesso palazzo imperiale, motivato dall'estremo rifiuto di capitolare. Il 18 agosto fu costituito un nuovo esecutivo capeggiato dal principe Naruhiko Higashikuni e Yonai fu l'unico del precedente governo a mantenervi le proprie funzioni.

### Gli ultimi anni e il decesso
Poco dopo la resa ufficiale dell'Impero giapponese, il 17 novembre 1945, Yonai fu interrogato dal contrammiraglio Ralph Ofstie dello United States Strategic Bombing Survey: le domande verterono sulla preparazione della guerra, sulle competenze relative al ministero della Marina imperiale e su alcuni degli eventi bellici, nonché sulla reale natura del Consiglio Supremo e sulle ultime, frenetiche settimane prima della capitolazione. Yonai si dimostrò collaborativo e affabile, preferendo comunque parlare nella sua lingua madre a dispetto della padronanza dell'inglese; egli colpì gli statunitensi per le sue intelligenza, cultura e preparazione e fu descritto come "istruito, convincente, franco". Il 30 novembre Yonai lasciò definitivamente il servizio militare attivo dopo aver supervisionato la smobilitazione della menomata marina nipponica.
A partire dal maggio 1946 Yonai presenziò al processo di Tokyo in qualità di testimone d'eccezione per i venticinque imputati giapponesi. Si dedicò poi a un'estesa attività pubblica volta a promuovere la ricostruzione del paese devastato e, in particolare, lo sviluppo economico dell'isola di Hokkaidō. Il 20 aprile 1948, all'età di 68 anni da poco compiuti, morì a causa di una polmonite.

## Onorificenze
Dati tratti da: